# Finale FIFA Confederations Cup 1997
De FIFA Confederations Cupfinale van 1997 was de derde finale van de Confederations Cup. De wedstrijd ging door op 21 december 1997 in het Koning Fahdstadion in Riyad. Wereldkampioen Brazilië nam het op tegen Australië, winnaar van de OFC Nations Cup. De Zuid-Amerikanen wonnen overtuigend met 6-0. Zowel Ronaldo als Romário scoorde een hattrick.

## Wedstrijdverslag
Bij Australië kreeg linkervleugelverdediger Stan Lazaridis een basisplaats na zijn uitstekende invalbeurten eerder op het toernooi. Maar ook met Lazaridis in de verdediging had Brazilië geen moeite om te scoren. Na een kwartier werd Ronaldo aangespeeld. De Braziliaanse aanvaller van Internazionale draaide snel om zijn as, versnelde voorbij zijn bewakers en kreeg de bal met een gelukje tot bij Denílson. Die haalde de achterlijn en legde vervolgens terug op Ronaldo, die de bal in het dak van doel plaatste: 1-0. Enkele minuten later ging het licht uit bij aanvaller Mark Viduka. De Australische spits verloor een duel waarna hij stevig natrapte op Cafú. De scheidsrechter aarzelde niet en gaf Viduka rood.
Met een man minder konden de Australiërs alleen maar toekijken hoe de Brazilianen hun superioriteit in doelpunten omzetten. Een diepe bal die in eerste instantie te ver leek door te botsen, werd door Ronaldo in extremis nog in doel getikt. De manier waarop hij twee verdedigers van Australië voorbij sprintte, zette bondscoach Terry Venables aan het denken. Enkele minuten later offerde hij de broers Vidmar en Aurelio Vidmar op. Maar ook invallers Kevin Muscat en John Aloisi konden het tij niet keren. De net geen 32-jarige Romário kreeg ter hoogte van de penaltystip alle tijd en ruimte om een voorzet van Cafú met de borst te controleren en in doel te werken: 3-0.
Ook na de rust veranderde het spelbeeld niet. Opnieuw Cafú bracht de bal voor doel, Ronaldo knikte de bal door en Romário kreeg voor de tweede keer te veel ruimte om de bal met de borst te controleren en in doel te werken. Bondscoach Venables greep opnieuw in. Steve Horvat werd vervangen door Matthew Bingley, maar ondanks de nieuwe verdedigende impuls bleef Australië achterin te veel ruimte weggeven. Aanvoerder Dunga verstuurde een diepe bal en zag hoe Ronaldo het leer met de borst meepakte en overhoeks binnentrapte. Na 75 minuten vervolledigde ook Romário zijn hattrick. Uitblinker Ronaldo dribbelde zich voorbij een verdediger, gleed langs doelman Mark Bosnich en liet zich na een licht contact vallen. De daaropvolgende strafschop werd door Romário omgezet: 6-0.

### Wedstrijdinfo
|                              |                                                    |       |           |                                                                                            |
| 21 december 1997 21:00 UTC+3 | Brazilië                                           | 6 – 0 | Australië | Koning Fahdstadion, Riyad Toeschouwers: 65.000 Scheidsrechter: Pirom Un-Prasert (Thailand) |
| 21 december 1997 21:00 UTC+3 | Ronaldo 15', 27', 59' Romário 38', 53', 75' (pen.) |       |           | Koning Fahdstadion, Riyad Toeschouwers: 65.000 Scheidsrechter: Pirom Un-Prasert (Thailand) |

| Brazilië | Australië |

| Brazilië:     |    |                  |
|               |    |                  |
| GK            | 1  | Dida             |
| RB            | 2  | Cafú             |
| CB            | 3  | Aldair           |
| CB            | 4  | Júnior Baiano    |
| LB            | 6  | Roberto Carlos   |
| CM            | 16 | César Sampaio    |
| CM            | 5  | Dunga            |
| AM            | 19 | Juninho Paulista |
| AM            | 18 | Denílson         |
| CF            | 9  | Ronaldo          |
| CF            | 11 | Romário          |
| Coach:        |    |                  |
| Mário Zagallo |    |                  |

| Australië:     |    |                 |     |
|                |    |                 |     |
| GK             | 1  | Mark Bosnich    |     |
| RB             | 14 | Tony Vidmar     | 31' |
| CB             | 5  | Alex Tobin      |     |
| CB             | 4  | Milan Ivanović  |     |
| CB             | 2  | Steve Horvat    | 55' |
| LB             | 3  | Stan Lazaridis  |     |
| CM             | 8  | Craig Foster    |     |
| CM             | 6  | Ned Zelić       |     |
| AM             | 10 | Aurelio Vidmar  | 31' |
| CF             | 9  | Mark Viduka     | 24' |
| CF             | 11 | Harry Kewell    |     |
| Wisselspelers: |    |                 |     |
| FW             | 18 | John Aloisi     | 31' |
| DF             | 21 | Kevin Muscat    | 31' |
| DF             | 12 | Matthew Bingley | 55' |
| Coach:         |    |                 |     |
| Terry Venables |    |                 |     |

| Assistent-scheidsrechters: Mohamed Al Musawi Jacques Poudevigne |

FFA · A-internationals · Selecties · Bondscoaches · Australisch vrouwenelftal · Australië U21 · Australië U20 · Australië U19 · Australië U18 · Australië U17
1920 – 1929 · 
1930 – 1939 · 
1940 – 1949 · 
1950 – 1959 · 
1960 – 1969 · 
1970 – 1979 · 
1980 – 1989 · 
1990 – 1999 · 
2000 – 2009 · 
2010 – 2019 ·
2020 − 2029
WK 1974 ·
WK 2006 ·
WK 2010 · 
WK 2014 · 
WK 2018
OS 1956 · 
OS 1988 · 
OS 1992 · 
OS 1996 · 
OS 2000 · 
OS 2004 · 
OS 2008 · 
OS 2020
1922 ·
1923 · 
1924 · 
1925–1932 ·
1933 ·
1934–1935 ·
1936 ·
1937 ·
1938 ·
1939–1946 ·
1947 · 
1948 · 
1949 ·
1950 · 
1951–1953 ·
1954 · 
1955 · 
1956 · 
1957 ·
1958 · 
1959–1964 · 
1965 · 
1966 ·
1967 ·
1968 ·
1969 · 
1970 · 
1971 ·
1972 · 
1973 · 
1974 · 
1975 · 
1976 · 
1977 · 
1978 · 
1979 · 
1980 · 
1981 · 
1982 · 
1983 · 
1984 · 
1985 · 
1986 · 
1987 · 
1988 · 
1989 · 
1990 · 
1991 · 
1992 · 
1993 · 
1994 · 
1995 · 
1996 · 
1997 · 
1998 · 
1999 · 
2000 · 
2001 · 
2002 · 
2003 · 
2004 · 
2005 · 
2006 · 
2007 · 
2008 · 
2009 · 
2010 · 
2011 · 
2012 · 
2013 ·
2014 · 
2015 · 
2016 ·
2017 ·
2018 ·
2019 ·
2020 ·
2021
Amerikaans-Samoa ·
Argentinië ·
Bahrein ·
Bangladesh ·
België ·
Brazilië ·
Bulgarije ·
Cambodja ·
Canada ·
Chili ·
China ·
Colombia ·
Cookeilanden ·
Costa Rica ·
DDR ·
Denemarken ·
Duitsland ·
Ecuador ·
Egypte ·
Engeland ·
Fiji ·
Filipijnen ·
Frankrijk ·
Ghana ·
Griekenland ·
Guam ·
Honduras ·
Hongarije ·
Hongkong ·
Ierland ·
India ·
Indonesië ·
Irak ·
Iran ·
Israël ·
Italië ·
Jamaica ·
Japan ·
Jordanië ·
Kameroen ·
Kenia ·
Kirgizië ·
Koeweit ·
Kroatië ·
Libanon ·
Liechtenstein ·
Maleisië ·
Marokko ·
Mexico ·
Nederland ·
Nepal ·
Nieuw-Caledonië ·
Nieuw-Zeeland ·
Nigeria ·
Noord-Ierland ·
Noord-Korea ·
Noord-Macedonië ·
Noorwegen ·
Oezbekistan ·
Oman ·
Palestina ·
Papoea-Nieuw-Guinea ·
Paraguay ·
Peru ·
Polen ·
Qatar ·
Roemenië ·
Salomonseilanden ·
Samoa ·
Saoedi-Arabië ·
Schotland ·
Servië ·
Singapore ·
Slovenië ·
Slowakije ·
Spanje ·
Syrië ·
Tadzjikistan ·
Tahiti ·
Taiwan ·
Thailand ·
Tonga ·
Tsjechië ·
Tsjecho-Slowakije ·
Tunesië ·
Turkije ·
Uruguay ·
Vanuatu ·
Venezuela ·
Verenigde Arabische Emiraten ·
Verenigde Staten ·
Vietnam ·
Wales ·
Zimbabwe ·
Zuid-Afrika ·
Zuid-Korea ·
Zuid-Vietnam ·
Zweden ·
Zwitserland
Amerikaans-Samoa (2001) · 
Argentinië (2022) ·
Brazilië (1997) · 
Brazilië (2006) · 
Chili (2014) · 
Denemarken (2018) · 
Denemarken (2022) · 
Duitsland (2010) · 
Frankrijk (2018) · 
Italië (2006) · 
Japan (2006) · 
Kroatië (2006) · 
Nederland (2014) · 
Peru (2018) · 
Spanje (2014) · 
Zuid-Korea (2015, 2)
A-internationals · Selecties · CBF · Braziliaans vrouwenelftal · Olympisch elftal · Bondscoaches
1910 – 1919 · 
1920 – 1929 · 
1930 – 1939 · 
1940 – 1949 · 
1950 – 1959 · 
1960 – 1969 · 
1970 – 1979 · 
1980 – 1989 · 
1990 – 1999 · 
2000 – 2009 · 
2010 – 2019 · 
2020 – 2029
WK 1930 · 
WK 1934 · 
WK 1938 · 
WK 1950 · 
WK 1954 · 
WK 1958 · 
WK 1962 · 
WK 1966 · 
WK 1970 · 
WK 1974 · 
WK 1978 · 
WK 1982 · 
WK 1986 · 
WK 1990 · 
WK 1994 · 
WK 1998 · 
WK 2002 · 
WK 2006 · 
WK 2010 · 
WK 2014 · 
WK 2018 · 
WK 2022
OS 1952 · 
OS 1960 · 
OS 1964 · 
OS 1968 · 
OS 1972 · 
OS 1976 · 
OS 1984 · 
OS 1988 · 
OS 1996 · 
OS 2000 · 
OS 2008 · 
OS 2012 · 
OS 2016 · 
OS 2020
1914 · 
1915 · 
1916 · 
1917 · 
1918 · 
1919 · 
1920 · 
1921 · 
1922 · 
1923 · 
1924 · 
1925 · 
1926 · 
1927 · 
1928 · 
1929 · 
1930 · 
1931 · 
1932 · 
1933 · 
1934 · 
1935 · 
1936 · 
1937 · 
1938 · 
1939 · 
1940 · 
1941 · 
1942 · 
1943 · 
1944 · 
1945 · 
1946 · 
1947 · 
1948 · 
1949 · 
1950 · 
1951 · 
1952 · 
1953 · 
1954 · 
1955 · 
1956 · 
1957 · 
1958 · 
1959 · 
1960 · 
1961 · 
1962 · 
1963 · 
1964 · 
1965 · 
1966 · 
1967 · 
1968 · 
1969 · 
1970 · 
1971 · 
1972 · 
1973 · 
1974 · 
1975 · 
1976 · 
1977 · 
1978 · 
1979 · 
1980 · 
1981 · 
1982 · 
1983 · 
1984 · 
1985 · 
1986 · 
1987 · 
1988 · 
1989 · 
1990 · 
1991 · 
1992 · 
1993 · 
1994 · 
1995 · 
1996 · 
1997 · 
1998 · 
1999 · 
2000 · 
2001 · 
2002 · 
2003 · 
2004 · 
2005 · 
2006 · 
2007 · 
2008 · 
2009 · 
2010 · 
2011 · 
2012 · 
2013 · 
2014 · 
2015 · 
2016 · 
2017 · 
2018 ·
2019 ·
2020 ·
2021
Algerije ·
Andorra ·
Argentinië ·
Australië ·
België ·
Bolivia ·
Bosnië en Herzegovina ·
Bulgarije ·
Canada ·
Chili ·
China ·
Colombia ·
Congo-Kinshasa ·
Costa Rica ·
Denemarken ·
DDR ·
Duitsland ·
Ecuador ·
Egypte ·
El Salvador ·
Engeland ·
Estland ·
Finland ·
Frankrijk ·
Gabon ·
Ghana ·
Griekenland ·
Guatemala ·
Guinee ·
Haïti ·
Honduras ·
Hongarije ·
Hongkong ·
Ierland ·
IJsland ·
Irak ·
Iran ·
Israël ·
Italië ·
Ivoorkust ·
Jamaica ·
Japan ·
Joegoslavië ·
Kameroen ·
Kroatië ·
Letland ·
Litouwen ·
Luxemburg ·
Maleisië ·
Marokko ·
Mexico ·
Nederland ·
Nieuw-Zeeland ·
Nigeria ·
Noord-Ierland ·
Noord-Korea ·
Noorwegen ·
Oekraïne ·
Oman ·
Oostenrijk ·
Panama ·
Paraguay ·
Peru ·
Polen ·
Portugal ·
Qatar .
Roemenië ·
Rusland ·
Saoedi-Arabië ·
Senegal ·
Servië ·
Schotland ·
Slowakije ·
Sovjet-Unie ·
Spanje ·
Tanzania ·
Thailand ·
Tsjechië ·
Tsjecho-Slowakije ·
Tunesië ·
Turkije ·
Uruguay ·
Venezuela ·
Verenigde Arabische Emiraten ·
Verenigde Staten ·
Wales ·
Zambia ·
Zimbabwe ·
Zuid-Afrika ·
Zuid-Korea ·
Zweden ·
Zwitserland
Argentinië (1982) ·
Argentinië (2005) ·
Australië (1997) ·
Australië (2006) ·
België (2018) ·
Chili (2014) ·
China (2002) ·
Colombia (2014) ·
Costa Rica (2018) ·
Duitsland (2002) ·
Duitsland (2014) ·
Frankrijk (1998) ·
Frankrijk (2006) ·
Ghana (2006) ·
Hongarije (1954) ·
Italië (1970) ·
Italië (1982) ·
Italië (1994) ·
Japan (2006) ·
Kameroen (2014) ·
Kameroen (2022) ·
Kroatië (2006) ·
Kroatië (2014) ·
Kroatië (2022) ·
Mexico (1999) ·
Mexico (2014) ·
Mexico (2018) ·
Nederland (2014) ·
Portugal (2010) ·
Servië (2018) ·
Spanje (2013) ·
Tsjecho-Slowakije (1962, 2) ·
Turkije (2002, 1) ·
Uruguay (1950) ·
Verenigde Staten (2009, 2) ·
Zweden (1958) ·
Zwitserland (2018)